# 阔羽溪边蕨
阔羽溪边蕨（学名：Stegnogramma latipinna）为金星蕨科溪边蕨属下的一个种。

## 扩展阅读
- 維基物種上的相關：阔羽溪边蕨